# 券桥镇
券桥乡，是中华人民共和国河南省南阳市方城县下辖的一个乡镇级行政单位。

## 行政区划
券桥乡下辖以下地区：
券桥村、券新村、韩庙村、龙王庙村、龙庄村、好庄村、埠口村、王台村、大袁庄村、大营村、小营村、禄庄村、十二里河村、贾李庄村、大黄庄村、土山村、党桥村、马庄村、河堰村、岳庄村、双辛庄村、三间房村、闻阎岗村、李许庄村、凤凰山村、闻老庄村、冯洼村、沈营村和小高庄村。